# Ulota rehmannii
Ulota rehmannii là một loài Rêu trong họ Orthotrichaceae. Loài này được Jur. miêu tả khoa học đầu tiên năm 1864.